# كلاند (فلم)
كلاند (باليابانية: クラナド، بالروماجي: Kuranado) هو فيلم أنمي من إخراج أوسامو ديزاكي، مقتبس من الرواية المرئية، كلاند التي تم تطويرها من قبل كي. الفيلم من إنتاج استوديو توي أنيميشن، عرض في اليابان في 15 سبتمبر عام 2007.

## القصة
تدور أحداث القصة عن تومويا أوكازاكي هو طالب في الصف الثالث في المدرسة الثانوية، يشعر أن الحياة مملة ويذهب إلى المدرسة بدون سبب ولا يهتم بالأنشطة المدرسية.

## وصلات خارجية
- كلاند على موقع توي أنيميشن (باليابانية)
- مقالات تستعمل روابط فنية بلا صلة مع ويكي بيانات